# Famille Jourdain
Pour les articles homonymes, voir Jourdain (homonymie).
La famille Jourdain est une famille subsistante de la noblesse française originaire d'Amiens en Picardie, anoblie en 1752 par une charge de conseiller secrétaire du roi en la chancellerie de Paris. Elle subsiste à travers trois branches : Jourdain de Thieulloy, Jourdain de Muizon et Jourdain de L'Étoille.

## Histoire
La famille Jourdain est originaire d'Amiens « où elle a toujours été en estime et en considération ».
Sans qu'une filiation soit donnée en lien avec ceux-ci, on trouve Andrieu Jourdain, demeurant à Abbeville en 1340, Jehan Jourdain, habitant d'Amiens en 1373. Un Jean Jourdain tient un fief à Cottenchy en 1409, un François Jourdain tient fief à Senarpont en 1575.
André Borel d'Hauterive et Albert Révérend dans l'Annuaire de la noblesse de France (1910).  et Henri Jougla de Morenas dans le Grand Armorial de France (1939) donnent une filiation suivie de la famille Jourdain à partir de Robert Jourdain, et Capitaine de la milice d'Amiens, marié à Marie-Magdeleine Colette d'Horville de Montaubois.
Leur fils, François Jourdain, sieur de Thieulloy-la-Ville, Amiens, fut anobli en tant que de besoin par lettres patentes du 9 décembre 1752 (prenant effet le 20 décembre 1752), par une charge de conseiller secrétaire du roi en la chancellerie de Paris qu'il a tenue de 1737 à 1757,,. Né à Amiens, le 31 janvier 1680, il épousa, par contrat du 30 janvier 1712, Marie-Thérèse Hoschedée d'Attencourt, fille de Charles, échevin d'Amiens, et d'Anne Sallé, dont il eut sept fils et cinq filles.
Il avait pour bisaïeul Jean Jourdain (mort en 1651), marchand houppier à Amiens.
Des douze enfants qu'il eut , cinq firent souches : ce sont les branches de Thieulloy , Canessières , Muizon, Héricourt et l'Etoile. Au début du XXe siècle, il n'en restait plus que trois : Thieulloy, Muizon et L'Étoille.
La branche de Thieulloy reçut un titre de comte romain en 1856 en la personne d'Edmond Jourdain de Thieulloy (1801-1886).
La branche de Muizon est issue Charles Louis Jourdain, écuyer, seigneur de Muizon (1715-1779), marié en 1753 avec Charlotte Berthe de Tracy. Elle s'est installée en Champagne, au château de Muizon, ainsi qu'à Reims et Paris.
La branche de l'Étoille est issue d'Ambroise Léopold Jourdain, écuyer, seigneur de L'Étoille, marié en 1757 à Mademoiselle Lasnier.

## Personnalités
Branche Jourdain de Thieulloy : 
- Robert Jourdain (1685-1757), seigneur de Thieulloy, négociant d'étoffes à Amiens[6], échevin d'Amiens (1724-1725), conseiller secrétaire du roi en la chancellerie de Paris (1737-1757)
- Jean-Baptiste Jourdain de Thieulloy (1712-1786), maire d'Amiens (1767-1768 et 1771-1776)
- Charles Jourdain de Thieulloy (1835-1888), maire de Thieulloy (1878-1888), conseiller général du canton de Poix-de-Picardie (1886-1888)
- Guillaume Jourdain de Thieulloy (1973), journaliste
- Pierre Jourdain de Thieulloy (1975), colonel dans l'armée de terre, commandant du 4e régiment de chasseurs (2017-2019)[12]

Branche Jourdain de Muizon :
- Jean-Baptiste Jourdain de Muizon (1758-1824), écuyer, Seigneur de Muizon, Courcelles, Les Rosnay, les Vaultes, etc., avocat au Parlement de Paris, receveur des finances en l'élection de Reims. Prit part à l'assemblée de la noblesse du bailliage de Reims pour les États généraux de 1789. Sert dans l'armée des Princes, au sein de la coalition de la noblesse de Champagne ; émigre à Halle sur invitation du Grand-Duc de Magdebourg ; maire de Muizon de 1815 à sa mort.
- Joseph Jourdain de Muizon (1890-1958), joueur de rugby à XV.

## Alliances
Fournier de Brecques (1641), Colette d'Orville (1683), Hoschédé d'Attencourt (1711), Beauvain (1746), Lasnier de L'Étoile (1757), Poujol (1771), de Héricourt (1800), Godart d'Argoules (1807), de Rouvroy de Libessart (1827), de Léry (1846), de Pracomtal (1858), du Maisniel du Hamel (1862), de Bérenger (1884), Lucas de Lestanville (1889), du Maisniel, Faton de Favernay, de Jouvencel, Cauvel de Beauvillé (1913, 1946), de La Huppe de Larturière, Ethis de Corny (1922), Guillotin de Corson, de Vanssay, de Talhouët-Roy, de Garnier des Garets.

## Possessions
- Château de Boscoursel, Letteguives (1889)
- Château de Saint-Léger, Saint-Léger-de-Rôtes
- Château de Bourberouge, Saint-Jean-du-Corail (1858)
- Château de la Motte-Madré, Madré
- Château de Muizon, Muizon
- Château de Vandœuvre, Fay
- Château de Thieulloy (1842)
- L'Étoile
- Château de Saint-Gratien (1778)
- Château de Raincheval (XXe siècle
- Château de Cagny, Cagny

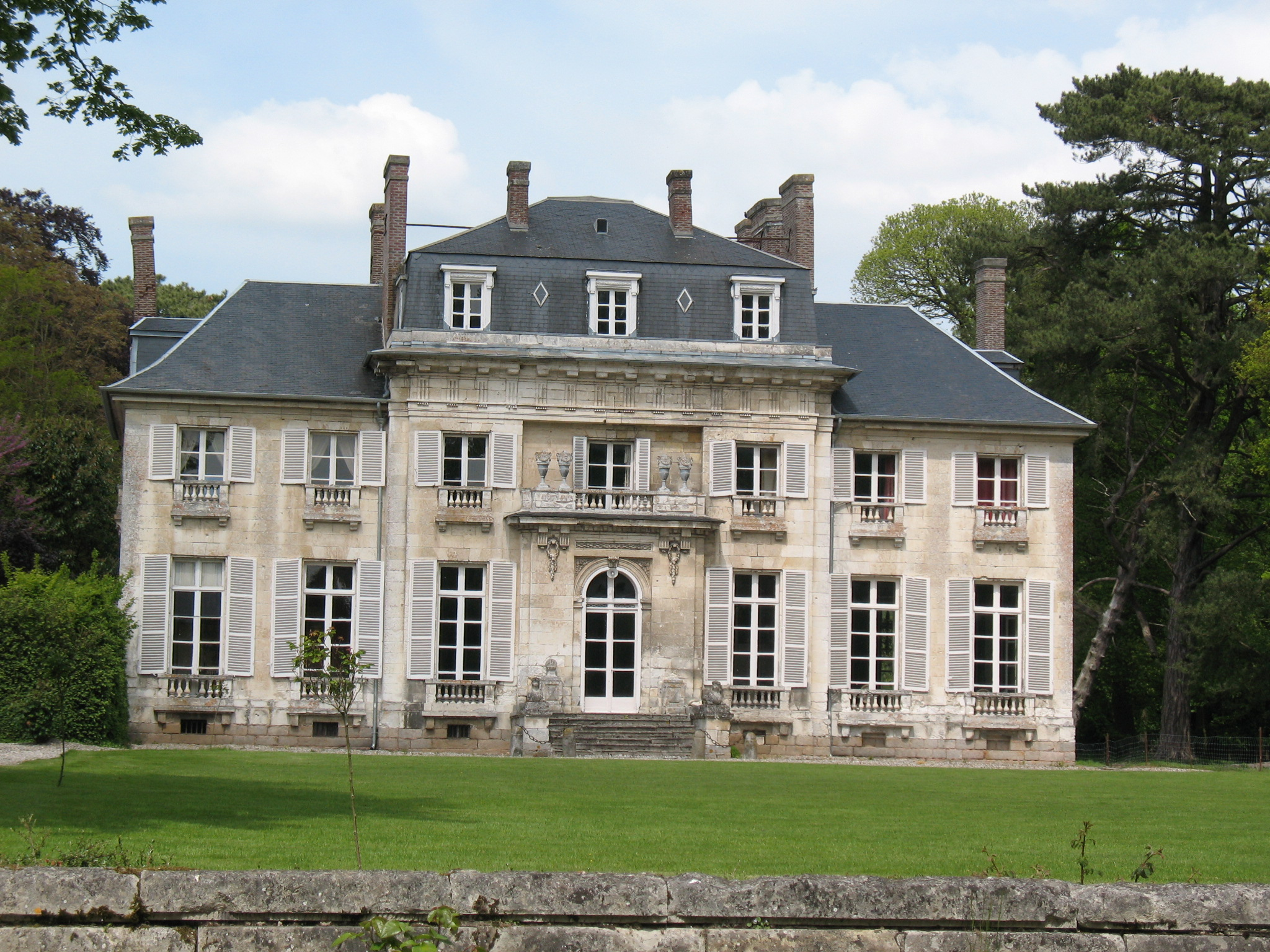
Le château de Saint-Gratien
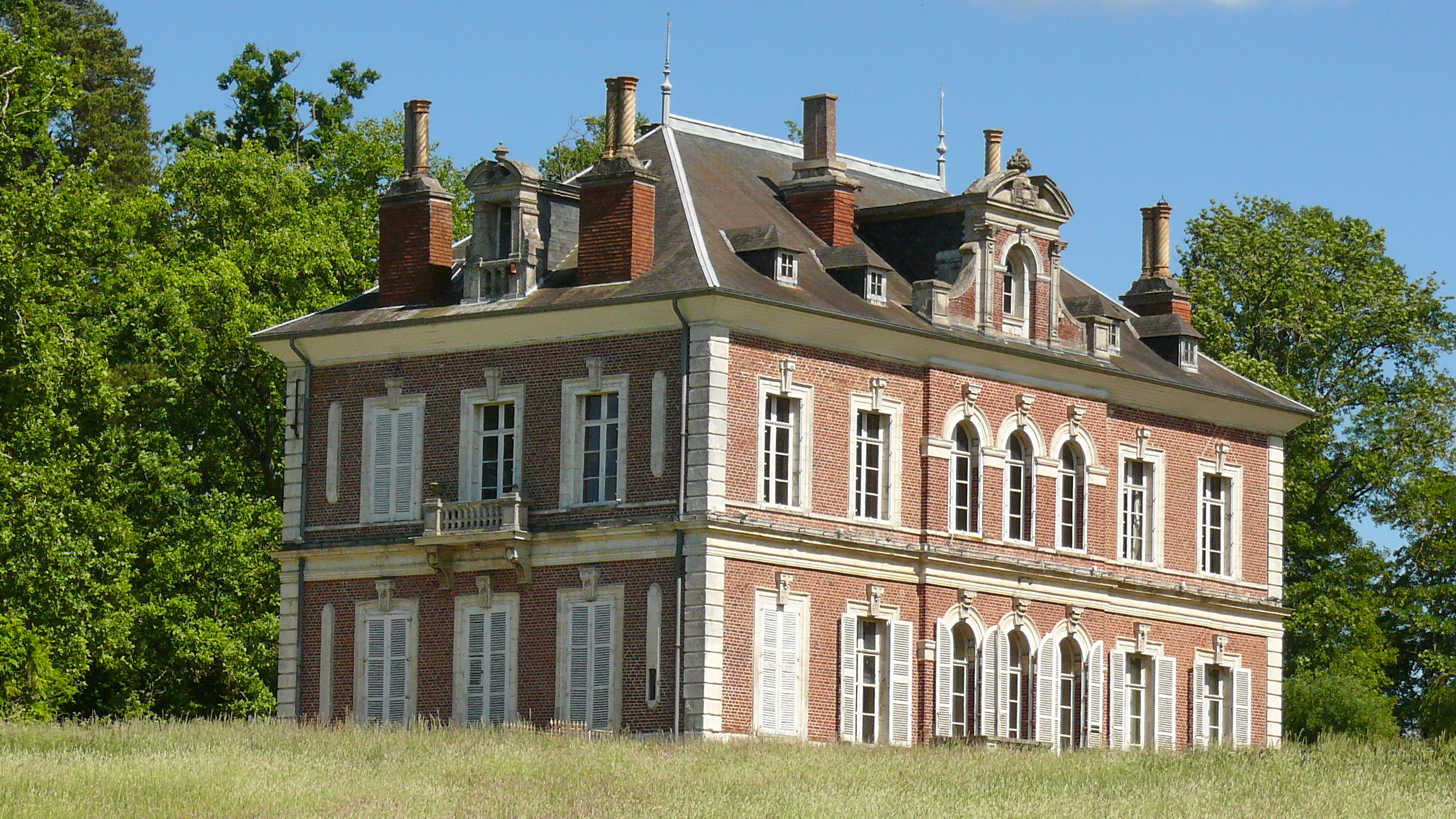
Le château de Thieulloy
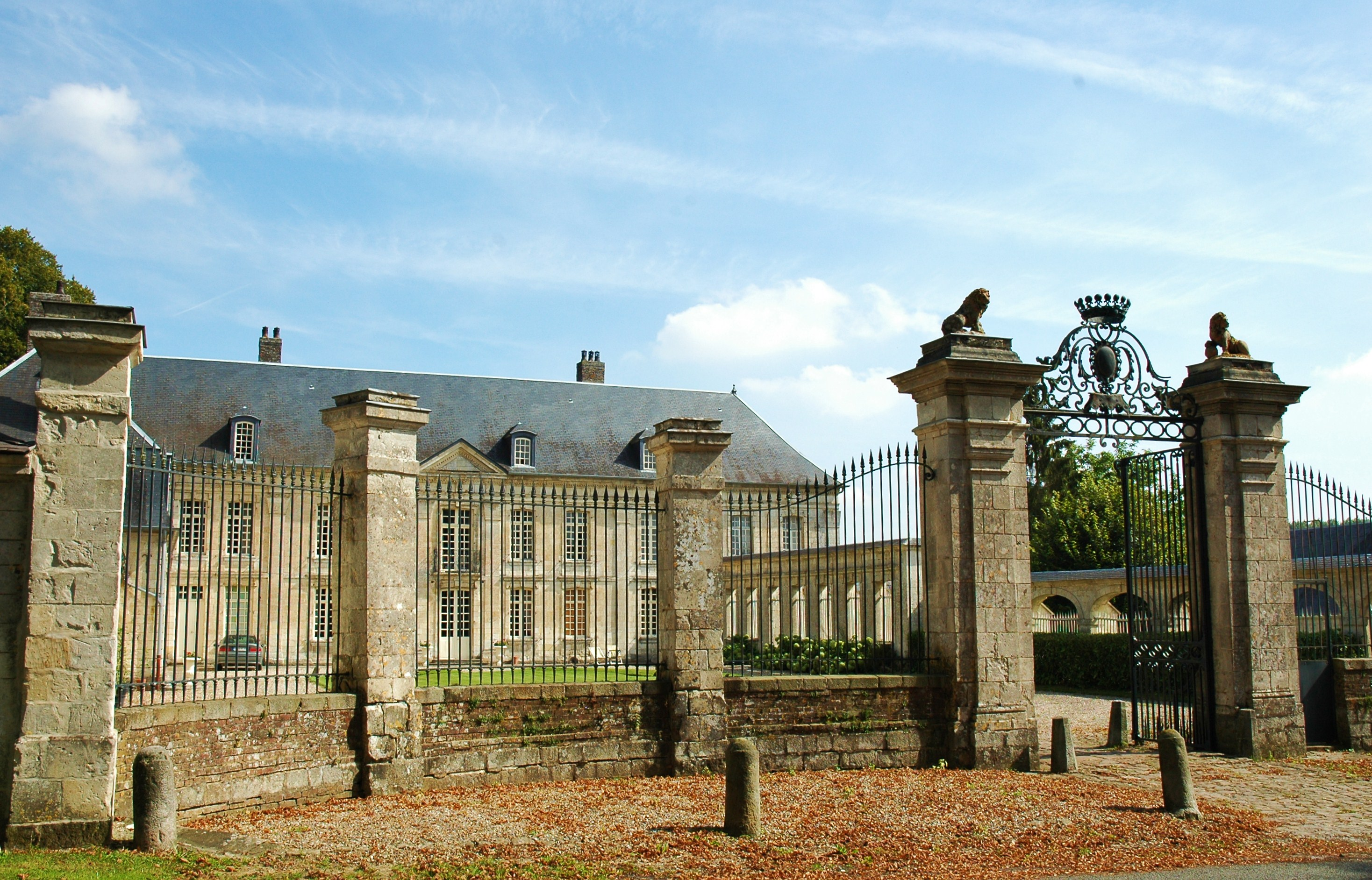
Le château de Raincheval
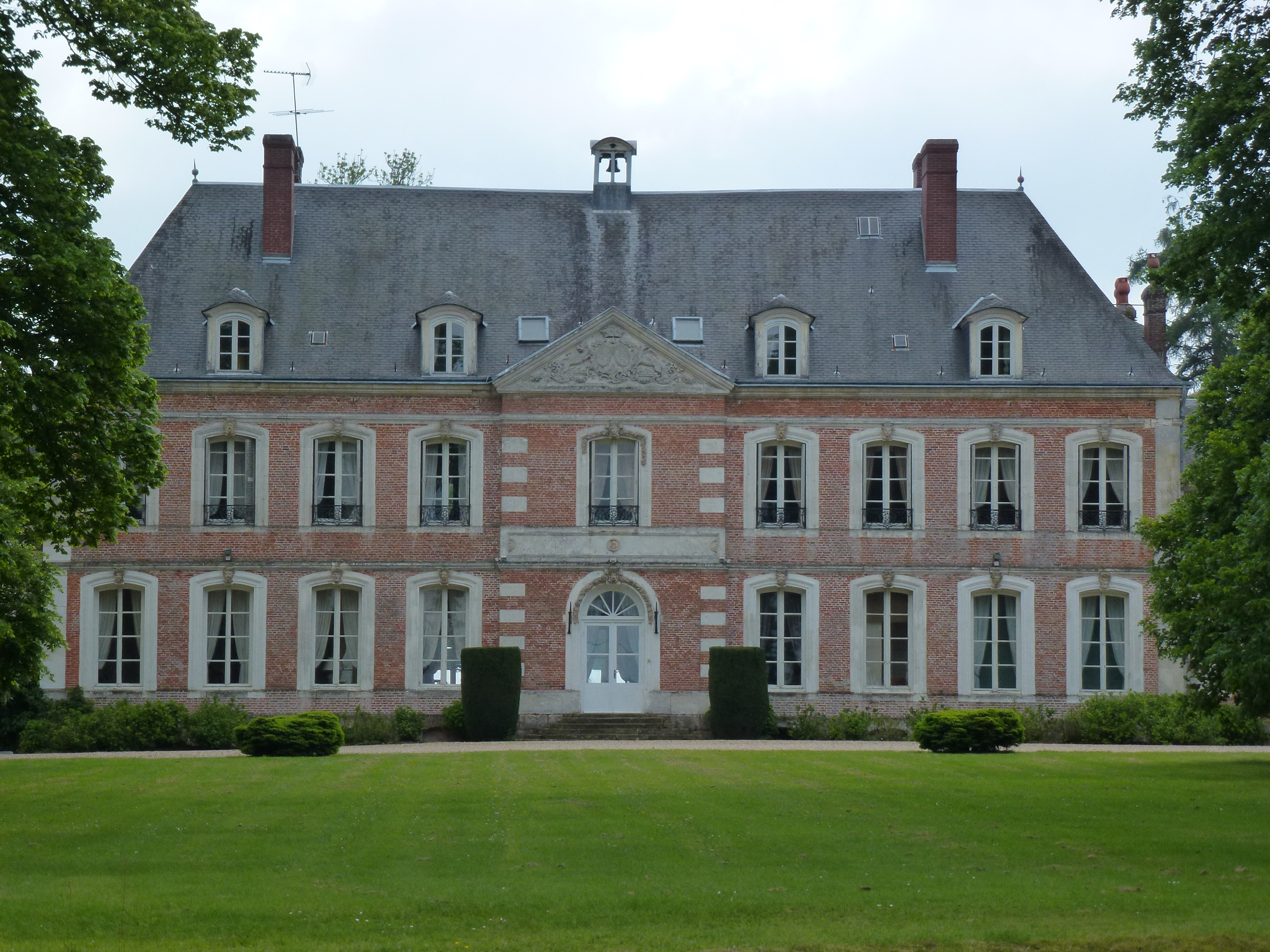
Le château de Saint-Léger

## Armes
D'or, au daim passant au naturel à dextre d'un arbre terrassé de sinople, et à senestre d'une nuée d'azur chargée d'une étoile d'argent.
Branche Jourdain de Thieulloy : en 1856, lorsqu'Edmond Jourdain de Thieulloy reçu un titre de comte romain, il modifia les armoiries de sa branche, en D'or, au daim passant, au naturel, terrassé de sinople adextré d'un Mai (arbre) au naturel, et senestré d'une nuée d'azur mouvant de l'angle senestre du chef chargée d'une étoile d'argent au chef de sinople chargée d'une croix ancrée d'or.. 
Branche Jourdain de Muizon : D'argent, au daim passant, au naturel ; à un arbre de sinople à trois couronnes, à dextre, terrassé de même à une étoile d'or en une nuée d'azure à sénestre[réf. nécessaire].
Branches Jourdain de l'Éloge, Jourdain de l'Étoile et Jourdain de Prouville : D'azur au cerf passant d'argent, accompagné à dextre d'un arbre d'or et au canton sénestre du chef, d'une étoile aussi d'or.[réf. nécessaire].

Blason de la branche Jourdain de Thieulloy
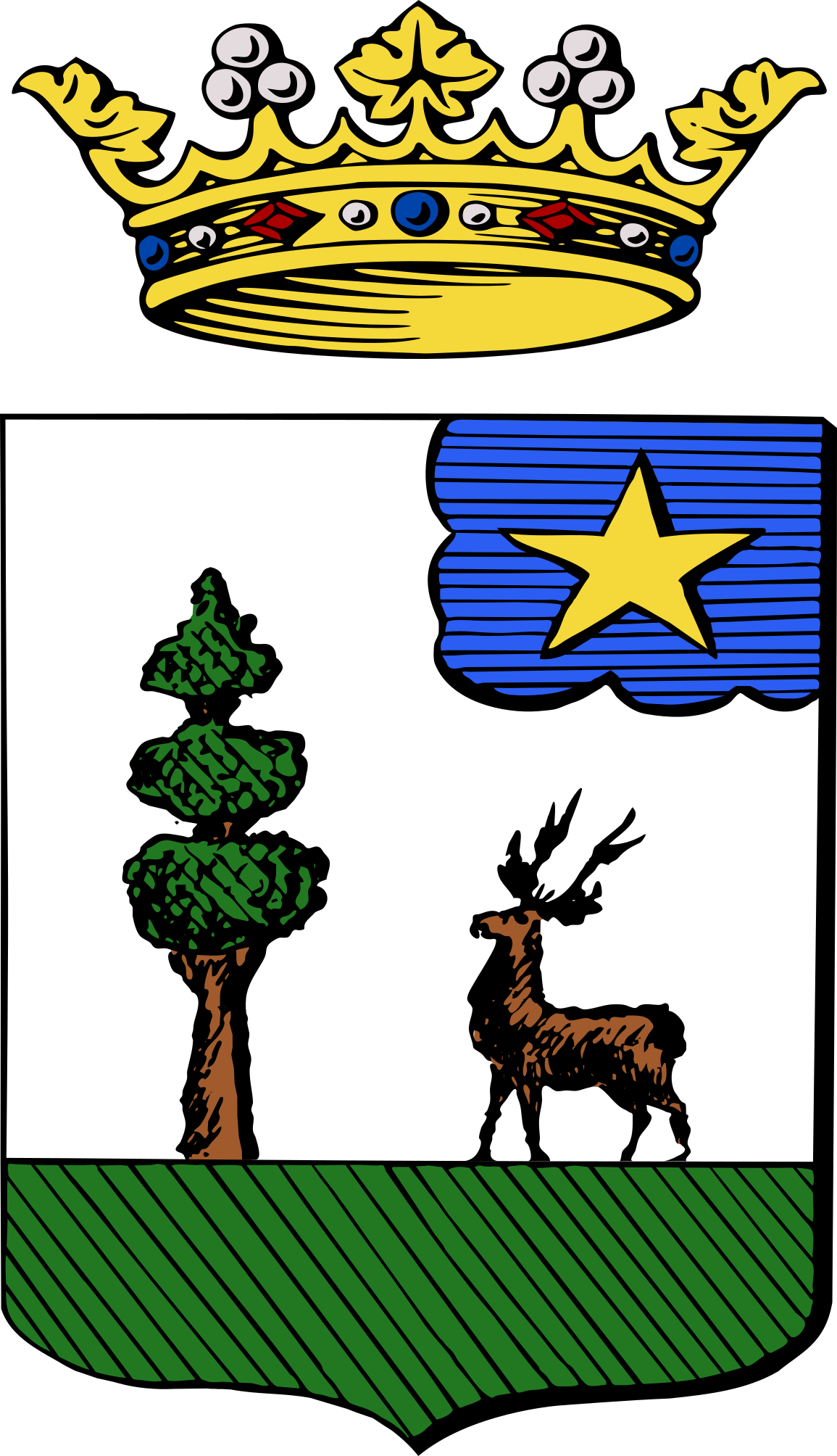
Blason de la branche Jourdain de Muizon
Blason des branches Jourdain de l'Éloge, Jourdain de l'Étoile et Jourdain de Prouville